# Ematurga zetterstedtaria
Ematurga zetterstedtaria är en fjärilsart som beskrevs av Heydemann 1930. Ematurga zetterstedtaria ingår i släktet Ematurga och familjen mätare. Inga underarter finns listade i Catalogue of Life.